# Simmering-Graz-Pauker

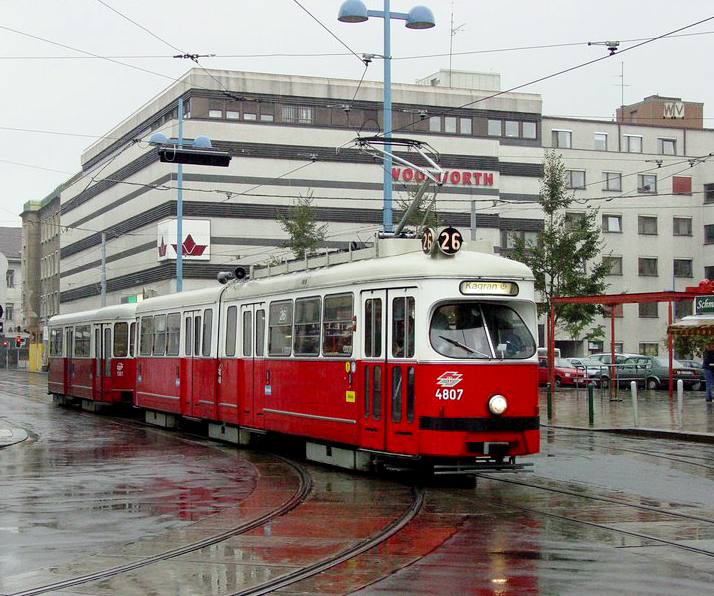
Spårvagn typ E i Wien

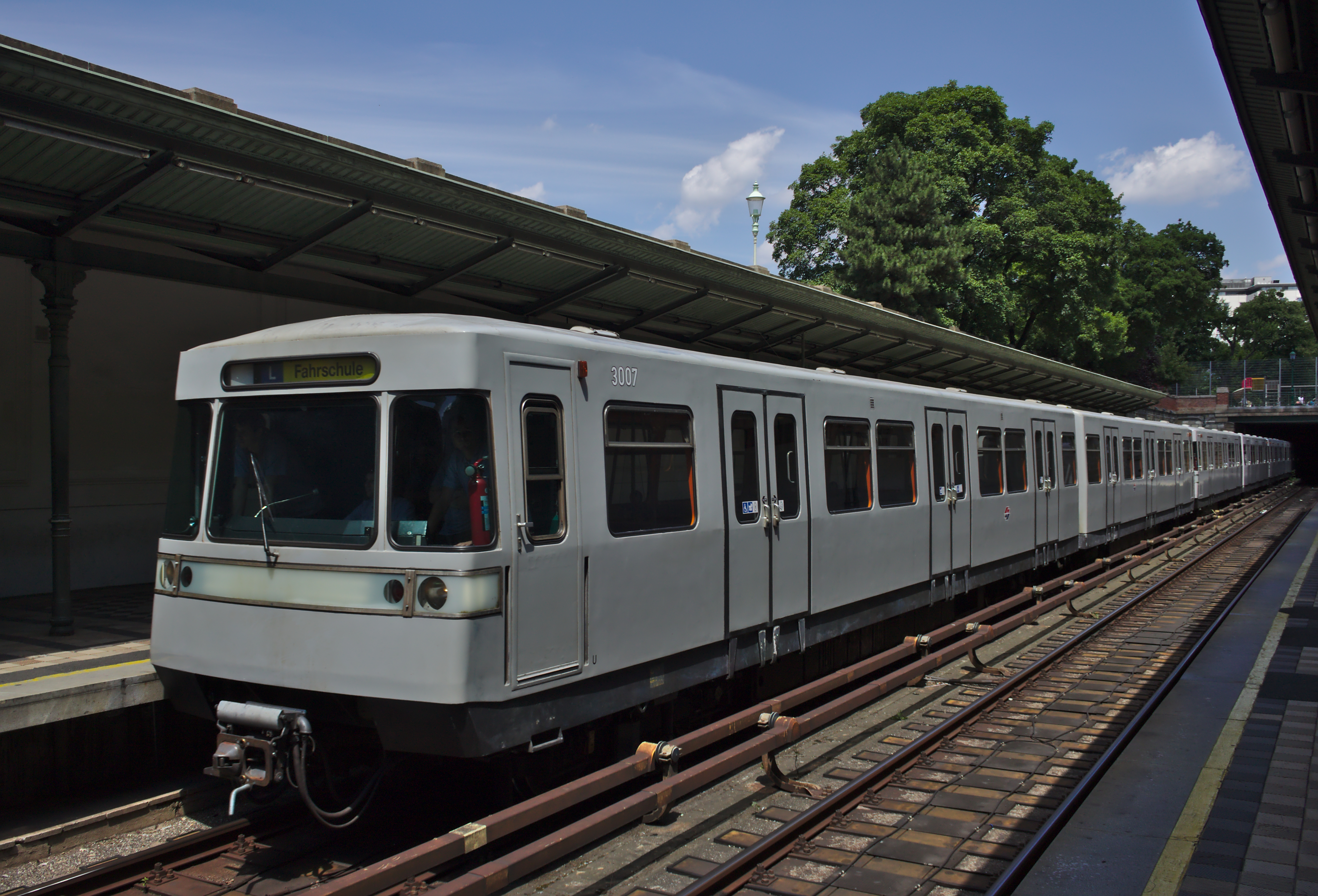
Metrotåg vid Station Stadtpark i Wien

Simmering-Graz-Pauker AG (SGP) var ett österrikiskt verkstadsindustriföretag. SGP var en av de största industrierna i Österrike för tillverkning av motorer. Företaget var en sammanslagning 1941 av företagen Paukerwerke och Maschinen- und Waggonbau Fabriks AG Simmering. SGP köptes under 1990-talet av Siemens.
Wiens tunnelbanas första  tunnelbanevagnsmodell, Silverpilen (Silberpfeil), byggdes av Simmering-Graz-Pauker och den första versionen, Typ U, levererades 1972. Tekniskt är vagnarna mycket lika vagnarna i Münchens tunnelbana och Nürnbergs tunnelbana från samma tid. År 1987 levererades efterföljaren Typ U1 som exteriört är lik den första modellen.

## Bildgalleri

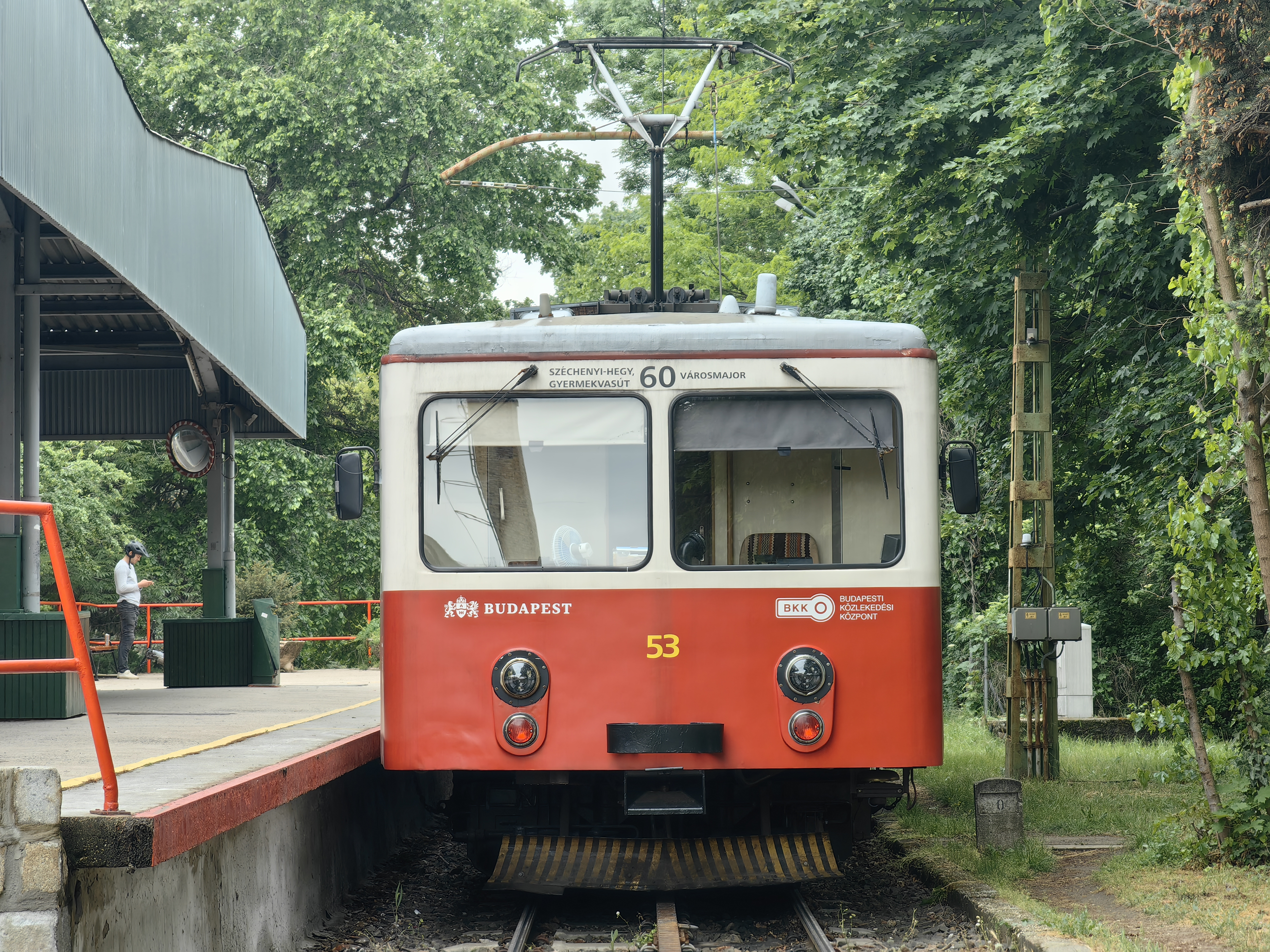
Kugghjulsbanan Schwabenbergbahn i Budapest i Ungern
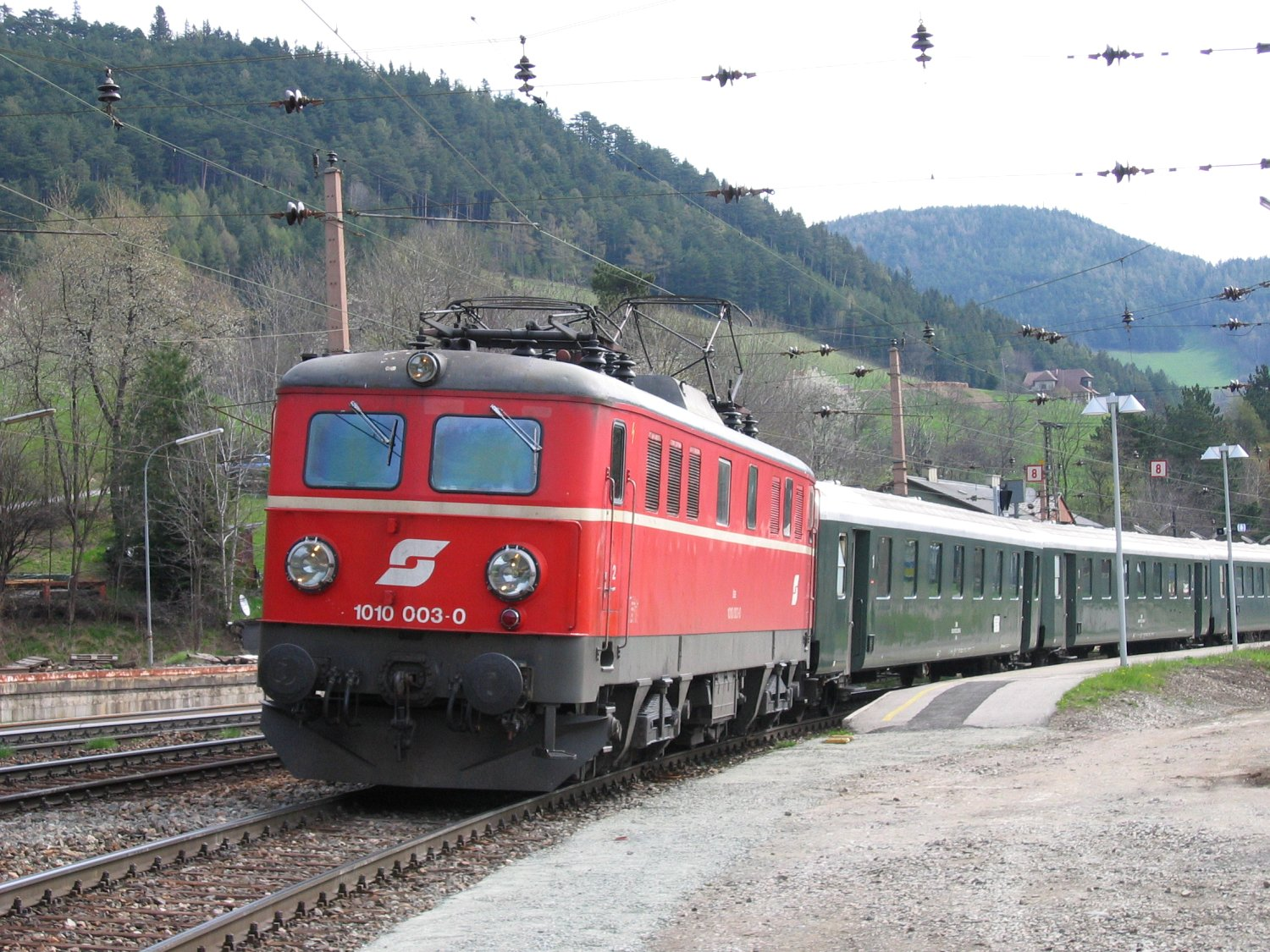
Lok på Semmeringbanan, 2004